# Gmina Chodel
Die Gmina Chodel ist eine Landgemeinde im Powiat Opolski der Woiwodschaft Lublin in Polen. Sitz ist das gleichnamige Dorf.

## Gliederung
Zur Landgemeinde Chodel gehören folgende 34 Ortschaften:
Adelina
Antonówka
Borów
Borów-Kolonia
Budzyń
Chodel
Godów
Granice
Grądy
Huta Borowska
Jeżów
Kawęczyn
Książ
Lipiny
Majdan Borowski
Osiny
Przytyki
Radlin
Ratoszyn Drugi
Ratoszyn Pierwszy
Siewalka
Stasin
Świdno
Trzciniec
Zastawki
Zosinek